# Dean Henderson
Dean Bradley Henderson (Whitehaven, 12 de março de 1997) é um futebolista inglês que atua como goleiro. Atualmente defende o Crystal Palace.

## Carreira

### Manchester United
Revelado nas categorias do Carlisle United, onde atuou por 6 anos, Henderson chegou ao Manchester United em agosto de 2011, e assinou seu primeiro contrato como jogador profissional em 2015, aos 18 anos.

#### Empréstimos
Em janeiro de 2016, os Red Devils emprestaram o goleiro ao Stockport County, da National League North (quinta divisão inglesa), inicialmente por um mês, porem uma crise de lesões nos goleiros do United forçou Henderson a ser reintegrado ao elenco, chegando a ser relacionado para o jogo contra o Shrewsbury Town pela Copa da Inglaterra. Voltou ao Stockport pouco depois, disputando 9 jogos no total. No mesmo ano, assinou (também por empréstimo) com o Grimsby Town, atuando em 7 jogos. Ele ainda chegou a ser novamente reintegrado ao elenco do Manchester United para suprir a ausência do goleiro português Joel Pereira, que estava lesionado.
Em julho de 2017, foi emprestado ao Shrewsbury Town, onde vestiria a camisa 1. Foram 38 partidas pelos Shrews em uma temporada, e o goleiro fez agradecimentos à equipe, não descartando voltar a defendê-la no futuro.

#### Afirmação no Sheffield United

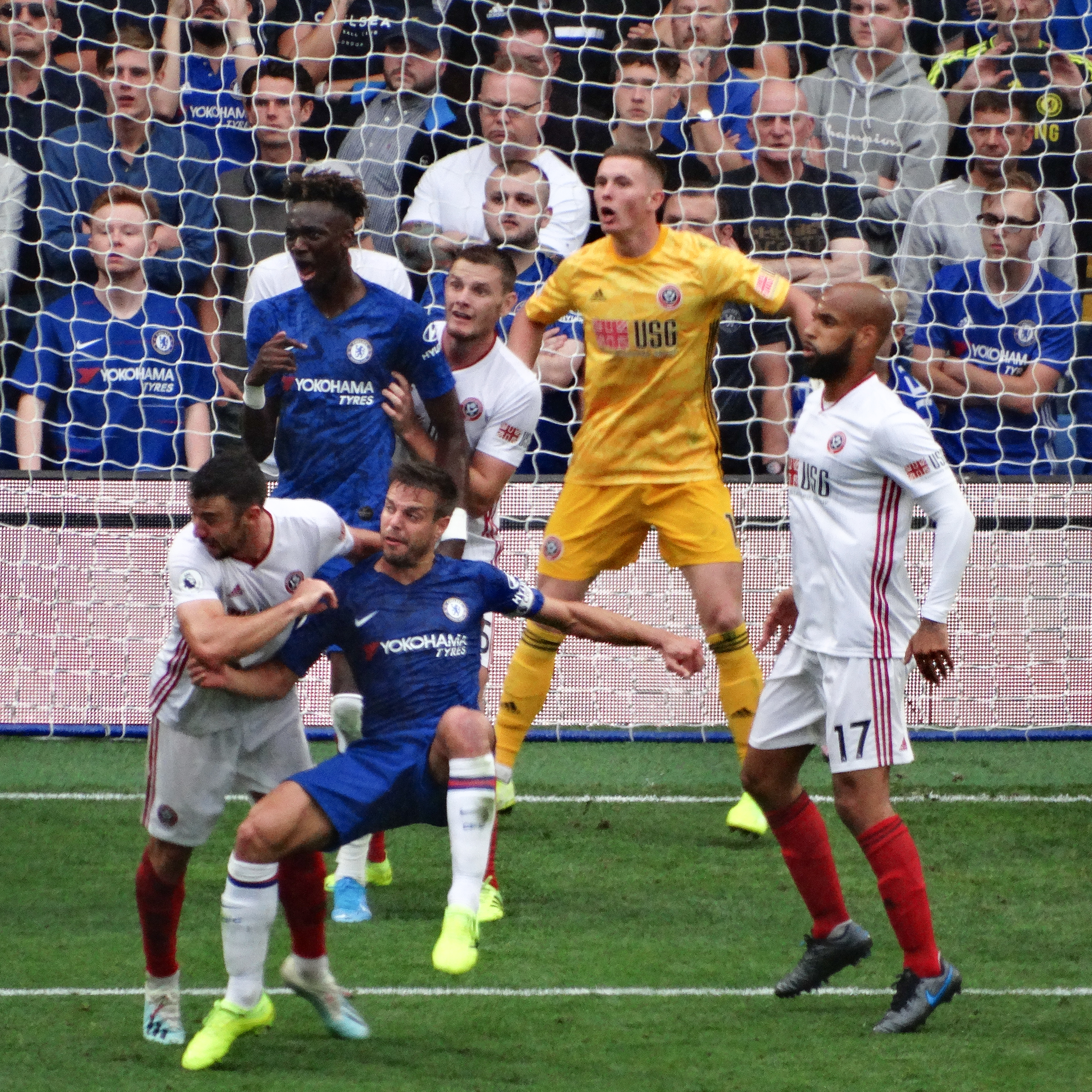
Henderson durante jogo contra o em 2019.

Henderson foi emprestado novamente pelo United em junho de 2018, desta vez ao Sheffield United, que disputava a EFL Championship (segunda divisão), sendo um dos principais jogadores do time que obteve o acesso à Premier League depois de 12 temporadas. Renovou seu contrato com os Red Devils até 2022 e teve seu empréstimo com o Sheffield ampliado por mais um ano.
Na temporada 2019–20, os Blades foram a grande sensação da Premier League, chegando a brigar por vaga na Liga Europa da UEFA de 2020–21 e terminando em 9º lugar. Henderson foi o nono goleiro com mais defesas no campeonato (96) e ficou em terceiro lugar na disputa pela Luva de Ouro, juntamente de outros 3 atletas de sua posição.

### Retorno ao Manchester United
Ainda como jogador do Sheffield United, Henderson manifestou sua vontade em regressar aos Red Devils - o atacante Billy Sharp confirmou a intenção do então companheiro de equipe:
Com o encerramento do período de empréstimo, o goleiro foi reintegrado em definitivo pelo Manchester United, desbancando o veterano argentino Sergio Romero, até então o reserva imediato do espanhol David de Gea, contestado por várias falhas na temporada anterior.
Depois de 5 anos, o goleiro (que renovou seu vínculo até 2025) disputou sua primeira partida oficial como jogador do United contra o Luton Town pela Copa da Liga Inglesa. No jogo (vencido por 3 a 0), Henderson fez uma difícil defesa após cabeçada certeira de Tom Lockyer.

#### Empréstimo ao Nottingham Forest
No dia 2 de julho de 2022 foi emprestado ao recém promovido a Premier League, Nottingham Forest, e deixou sérias críticas ao Manchester United, no qual tem contrato até 2025.

## Seleção Inglesa
Entre 2012 e 2019, Henderson jogou pelas seleções de base da Inglaterra, com destaque para o time Sub-21, onde atuou 11 vezes, além de ter vencido a Copa do Mundo Sub-20 em 2017.

## Títulos e campanhas de destaque
Crystal Palace
- Copa da Inglaterra: 2024–25
- Supercopa da Inglaterra: 2025[14]

Sheffield United
- EFL Championship: vice-campeão (2018–19)[15]

Shrewsbury Town
- Johnstone Paint Trophy: vice-campeão (2017–18)[16]

Inglaterra Sub-20
- Copa do Mundo FIFA Sub-20: 2017